# ماجد خزيم
ماجد خزيم العنزي، من مواليد 26 يوليو 1986 في الكويت، لاعب كرة قدم كويتي سابق.
لعب مع نادي اليرموك، تم أختياره إلى منتخب الكويت الأولمبي لكرة القدم في عام 2007.